# Leite condensado
O leite condensado é o produto resultante da remoção parcial de água do leite e frequentemente adicionado de açúcar, descoberto pelo francês Nicolas Appert em 1820, na pesquisa para esterilização e conservação de alimentos em embalagens herméticas. Em 1828, o inventor francês Malbec aplicou o método de Appert ao leite fresco de vacas para criar o leite condensado. Esta nova forma de tratar o leite expandiu-se por toda a Europa e em 1853, chega aos Estados Unidos através de Gail Borden que patenteia o método em 1856.[carece de fontes?]
Com a guerra civil americana, iniciada em 1861, o produto atinge grande sucesso comercial. Em 1880, o suíço J.B. Meyenberg, aprimorou o método de fabricação ao utilizar um sistema de esterilização em autoclave, que elevava o leite à temperatura de 120 °C em um recipiente fechado sob alta pressão, e comercializava-o em latas. Em 1884, Meyenberg  patenteia esse sistema e em 1885, emigra aos Estados Unidos, onde cria as fábricas de leite condensado.
O leite condensado, com ou sem açúcar e enlatado, foi muito apreciado no século XIX e início do século XX como alimento infantil, e no período anterior à Primeira Guerra Mundial, antes do advento da geladeira elétrica doméstica, como fonte alternativa ao leite fresco. Na década de 1940, devido à escassez de açúcar in natura, o leite condensado se populariza, principalmente ao servir de ingrediente para a confecção de sobremesas.

## Brasil
Antes de ser fabricado no Brasil, o leite condensado era importado da Europa e dos Estados Unidos.
Já em 1871, o Almanak Administrativo, Mercantil e Industrial da Côrte e da Província do Rio de Janeiro (Almanak Laemmert), em seu capítulo sobre Armazéns de Conservas Alimentares, anunciava a venda do produto na loja da Viúva Henry, na rua dos Ourives, 58 (atual rua Miguel Couto na região central da cidade do Rio de Janeiro). E, em 1876, o estado da Bahia já conhecia o leite condensado em latas, como se pode verificar pela sua ocorrência na lista de tarifas de fretes da Estrada de Ferro da Bahia ao São Francisco.
O nome da Nestlé se apresenta no Brasil no anúncio da Gazeta da Tarde do Rio de Janeiro, em 8 de maio de 1885, como o “Leite Condensado Marca Barbacena, preparado pelo Sr. Henrique Nestlé, o afamado auctor da Farinha Láctea”. Era vendido no depósito de uma fábrica, em caixas com 45 latas cada, por 27 mil-réis (valores da época). Embora, já em 15 de dezembro de 1880, também seja anunciado no Jornal do Commercio do Rio de Janeiro, junto com a venda da "Farinha Láctea de Nestlé".
Em 1888, o Jornal do Comércio do Rio de Janeiro anuncia o "leite condensado suíço" à venda por 600 réis a lata, na Travessa de São Francisco de Paula, 22a, centro da cidade do Rio de Janeiro.
No estado de São Paulo, o produto faz, um pouco depois, sua aparição na capital em reclames publicitários, como em 22 de janeiro de 1890, no periódico O Estado de S. Paulo, ao nos informar que era fornecido "a varejo e em grosso" pela Drogaria São Paulo, na rua São Bento.
A empresa suíça Nestlé iniciou as atividades na fabricação do produto em 1921, na cidade de Araras, em São Paulo. No entanto, a fabricação em data anterior, por empresas brasileiras, já é registrada, por exemplo, no Boletim de Ministério da Agricultura, do Serviço de Informação Agrícola de 1925, e se refere à existência da Fábrica Ararense, em São Paulo, que em 1914, já fabricava o leite condensado. Atualmente a maior fábrica de leite condensado do mundo se localiza na cidade de Montes Claros-MG, pertencente ao grupo Nestlé[carece de fontes?].

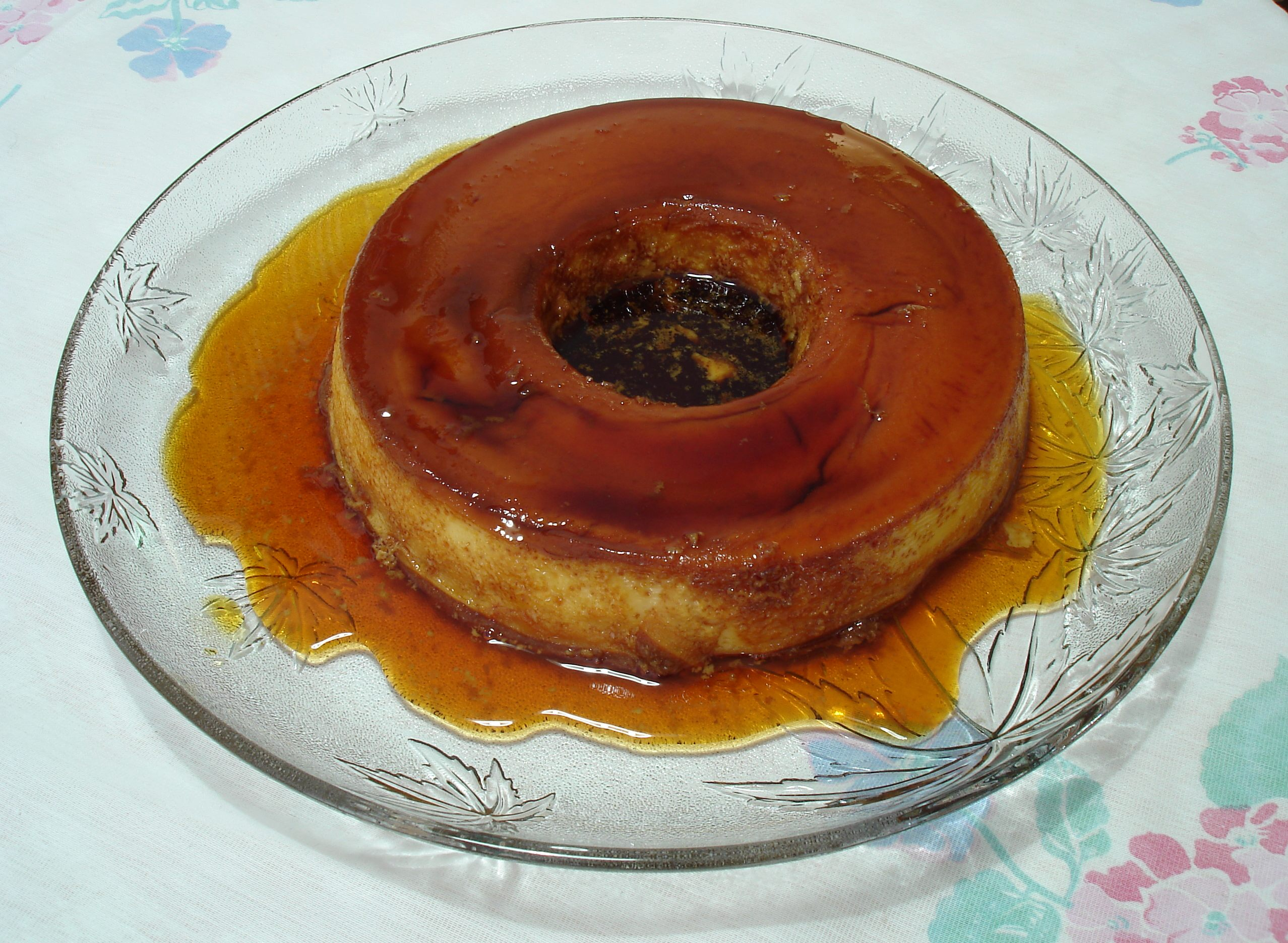
Pudim de leite condensado

No Brasil, o leite condensado é de grande consumo e mais do que substituir o leite in natura é popularmente muito utilizado na preparação de sobremesas e coberturas de bolos e tortas e é o ingrediente principal do brigadeiro e do pudim de leite condensado.

## Composição
O leite condensado caseiro é completamente diferente do comercial e possui uma alta adição de açúcar, e além do leite integral, pode ser preparado com a adição de leite em pó integral e lactose. Mas existem variedades como o leite evaporado e pressurizado a 120 °C que não contém açúcar ou contém pouco açúcar, que é o caso do leite condensado industrial que compramos nas latinhas.